# Operace Aspides
Operace Aspides (jinak též EUNAVFOR Aspides) je vojenská operace Evropské unie, která je reakcí na útoky jemenských Hútíjů na mezinárodní dopravu v Rudém moři, které začaly po vypuknutí války Izraele s Hamásem. Mise byla zahájena 19. února 2024.
Cílem mise je „zajišťovat přehled o situaci na moři, doprovázet plavidla a chránit je před možnými útoky na moři“. Mandát mise nepředpokládá údery na pozemní cíle. Mise probíhá v mezinárodních vodách Rudého moře, Adenského zálivu, Arabského moře, Ománského zálivu, Perského zálivu, v průlivu Mandeb a Hormuzském průlivu. Sídlem velitelství mise jsou Atény, operace budou řízeny z italské fregaty.
Do července 2024 síly zapojené do operace zničily osmnáct Hútíjských dronů a raket. Dále poskytly ochranu 170 nákladním plavidlům.
V prosinci 2024 Hútíjové pozastavili své útoky na námořní dopravu. Obnoveny byly 6.–9. července 2025, přičemž obě plavidla Magic Seas a Eternity C byla potopena se ztrátami na životech. V této souvislosti byla kritizována i mise Aspides, neboť v oblasti útoků neměla svá plavidla.